# Novanti
I Novanti erano una tribù celtica che viveva nel Galloway, nell'odierna Scozia. La loro area centrale era attorno al Rhins di Galloway, una penisola meridionale che si allunga sul Mare d'Irlanda. Questo popolo aveva rapporti commerciali coi romani. Nel loro territorio si trovava Whithorn, importante centro del primo Cristianesimo nell'area. Un importante centro di commercio sembra invece essere stata la fortezza di collina a Mote di Mark.
Nel periodo post-romano, la regione abitata dai Novanti fu conosciuta col nome di "Nouant" e fu oggetto di contesa tra i regni britannici di Gododdin, Rheged e Alt Clut (il futuro Strathclyde), in seguito, all'interno di questa contesa si inserirono gli Anglosassoni di Bernicia.